# Vilém Švec
Vilém Švec (21. prosince 1976 Šternberk – 19. ledna 2025 Olomouc) byl geograf, místní historik, odborník v oblasti památkové péče, znalec Olomouce, pořadatel komunitních akcí, spisovatel, hudebník, básník a aforista.

## Život
Narodil se v 21. prosince 1976 ve Šternberku. Vystudoval obor geodézie a kartografie na Fakultě stavební Vysokého učení technického v Brně. V letech 2000–2002 absolvoval civilní službu ve Státním památkovém ústavu. V roce 2006 se stal kastelánem a průvodcem Hanáckého muzea v přírodě v Příkazech. Vilém Švec byl iniciátorem mnoha sousedských a komunitních slavností a akcí, které probíhaly v jednotlivých městských částech.

## Dílo
Švec se jako sídelní geograf věnoval mapování městských částí a čtvrtí Olomouce. Vedle mapování a sběru fotografií a dokumentace také pořádal prohlídky v městských čtvrtích. Napsal několik publikací, které se věnují historii městských čtvrtí. Mnoho studií o historických aspektech vývoje Olomouce publikoval také ve sbornících Hanácký kalendář nebo Hanácký rok. Byl průvodcem prohlídek po městských částech, zejména v oblasti Hejčína, Lazců, Nové Ulice, Tabulového vrchu a Neředína, kde sám žil. Zároveň vyučoval jako externí přednášející na Univerzitě Palackého v Olomouci. Byl členem Společnosti pro obnovu vesnice a malého města, České národopisné společnosti či olomoucké komise pro architekturu, územní plánování a program regenerace.

## Zajímavosti
V roce 2013 se stal majitelem dvou tramvají Tatra T3, které se staly dočasným muzeem.

## Publikace

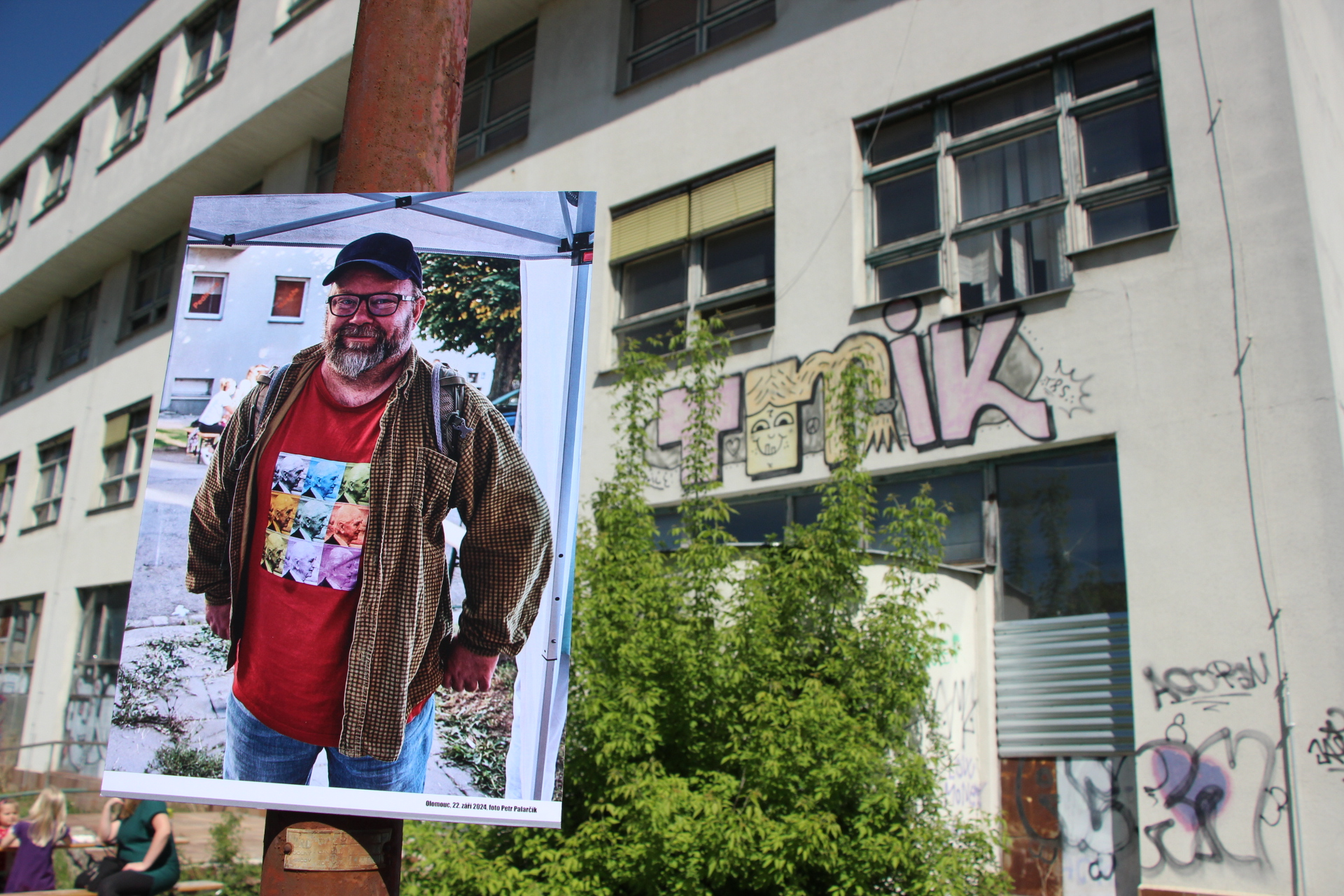
Vzpomínka na Viléma Švece na sousedské slavnosti v Hejčíně dne 27. 4. 2025

- Vzpomínka na Viléma Švece na sousedské slavnosti v Hejčíně dne 27. 4. 2025Neředín: český překlad stati Johanna Kuxe z r. 1943 vydaný u příležitosti 777 let od první písemné zmínky o Neředíně. Statutární město Olomouc 2011. (redakce Vilém Švec)
- Olomouc Povel: plošný průzkum, zhodnocení a dokumentace architektonického kulturního dědictví 19. a 20. století. Statutární město Olomouc 2011.
- Nová ulice: urbanisticko-historický vývoj olomoucké čtvrti vydaný u příležitosti Slavností Černého orla r. 2013. Statutární město Olomouc 2013.
- Hejčín: vybrané kapitoly z místopisu vydané ke stému výročí narození Jana Spáčila. Statutární město Olomouc 2013.
- Dějiny estetiky (skripta). Nevydaný strojopis. Univerzita Palackého v Olomouci 2016 (uložen na Katedře filozofie FF UP).
- Pověsti o hradech a zámcích. Druhé vydání. Jeroným GRMELA (ilustrátor). Olomouc: Agriprint, 2017. ISBN 978-80-87091-76-0. Spoluautor.
- Hanácké pohádky a pověsti. Olomouc: Agriprint, 2017. ISBN 978-80-87091-75-3. Spoluautor.
- Na svazích Tabulového vrchu. Dějiny a proměny městské části. Statutární město Olomouc 2021.
- Úřední čtvrť. Statutární město Olomouc 2024.